# شارع جلوبال
شارع جلوبال (بالإنجليزية: Global street)‏ (بالعبرية: רחוב גלובלי) شارع يبعد 4 كم عن منطقة المجدل - بعسقلان، عُبّد سنة 1924، إبّان الانتداب البريطاني على فلسطين.